# Chorezmijczycy
Chorezmijczycy – nazwę tę można odnieść do wszystkich mieszkańców Chorezmu, jednak w latach 1231–1246 zasłynęła pod nią grupa żołnierzy poległego 15 sierpnia 1231 Dżalal ad-Din Mangubertiego, przeważnie zresztą Turków chorezmijskich, którzy, ze względu na autorytet swojego wodza, używali tej nazwy po jego śmierci.
Ich główne siedziby znajdowały się między Edessą a Harranem, utrzymywali się ze służby w armiach książąt Ajjubidzkich, bądź na własną rękę pustoszyli posiadłości małoazjatyckich Seldżuków. Zasłynęli jako mężni, choć niekarni i fanatyczni wojownicy, karne wyprawy przeciwko nim, choć często zwycięskie, nie dawały trwałych rezultatów. Szczyt sławy i znaczenia osiągnęli w roku 1244: działając w porozumieniu z sułtanem Egiptu 11 lipca w sile 10000 ludzi zaatakowali znajdującą się wówczas w rękach krzyżowców Jerozolimę i 23 sierpnia, po ciężkich walkach ostatecznie zmusili załogę do opuszczenia miasta (aczkolwiek dochowali warunków kapitulacji, to jednak w drodze na wybrzeże większość chrześcijan zginęła na skutek ataków arabskich rozbójników). Samo miasto spustoszyli całkowicie, łącznie z grobami chrześcijańskich królów, po czym udali się pod Gazę, gdzie tymczasem mamelucki emir Bajbars obozował z 5000 doborowego wojska. Armie połączyły się i 17 października pod wsią Harbija opodal Gazy zadały ciężką klęskę silniejszym liczebnie sprzymierzonym siłom krzyżowców i syryjskich Ajjubidów, w walce polec miało 5000 żołnierzy chrześcijańsko-syryjskiej koalicji, a ponad 800 dostało się do niewoli, przy czym udział Chorezmijczyków w zwycięstwie był decydujący. Zaraz potem oblegli oni, choć bez powodzenia, Jafę.
W nagrodę spodziewali się oni, że sułtan As-Salih Ajjub pozwoli im osiedlić się w Egipcie, jednak zgody na to nie otrzymali, aż do początku 1246 roku pozostając bez jakiejkolwiek nagrody, wobec czego wypowiedzieli As-Salihowi służbę, przyłączając się do jego przeciwnika As-Saliha Isma’ila. Razem z jego wojskiem oblegali Damaszek, jednak wobec braku pomocy ze strony innych Ajjubidów syryjskich zostali zmuszeni do odstąpienia. Cofając się na północ, natknęli się, pomiędzy Baalbekiem a Himsem na spieszącą do Damaszku odsiecz pod dowództwem emira Himsu Al-Mansura Ibrahima. W bitwie, do której doszło na początku maja, zostali całkowicie rozgromieni, ich dowódca poległ. Resztki Chorezmijczyków wycofały się na wschód i przyłączyły do Mongołów.